# Iris chrysographes
Iris chrysographes, numit și irisul negru, este o specie de plantă care aparține genului Iris. Este originar din sudul Chinei și Myanmarului (Birmania), crescând în pajiști, pâraie, versanți și margini de pădure.
Alți iriși cu flori negre includ Iris nigricans(emblema florală|floarea națională a Iordaniei), Iris petrana, Iris atrofusca, Iris atrofusca, Iris atropurpurea, Iris susiana, precum și unele soiuri de Iris germanica.

## Clasificare
Clasificare horticolă: Iris chino-siberian, Beardless Iris (Iris fără barbă).